# Estrada da Graciosa
A Estrada da Graciosa, como é conhecida a Rodovia PR-410, é uma rodovia pertencente ao governo do Paraná. Antiga rota dos tropeiros que seguiam em direção ao litoral do Estado, liga o município de Quatro Barras, na Região Metropolitana de Curitiba, às cidades de Antonina e Morretes.
A estrada tem 28,5 quilômetros e atravessa o trecho mais preservado de Mata Atlântica do Brasil, marcado pela floresta tropical e pelos belos riachos que nascem na Serra do Mar. Em 1993, parte do trecho da Serra foi declarada pela UNESCO como Reserva da Biosfera da Mata Atlântica. Na região, existem dois importantes parques estaduais: o Parque Estadual da Graciosa e o Parque Estadual Roberto Ribas Lange.

## História

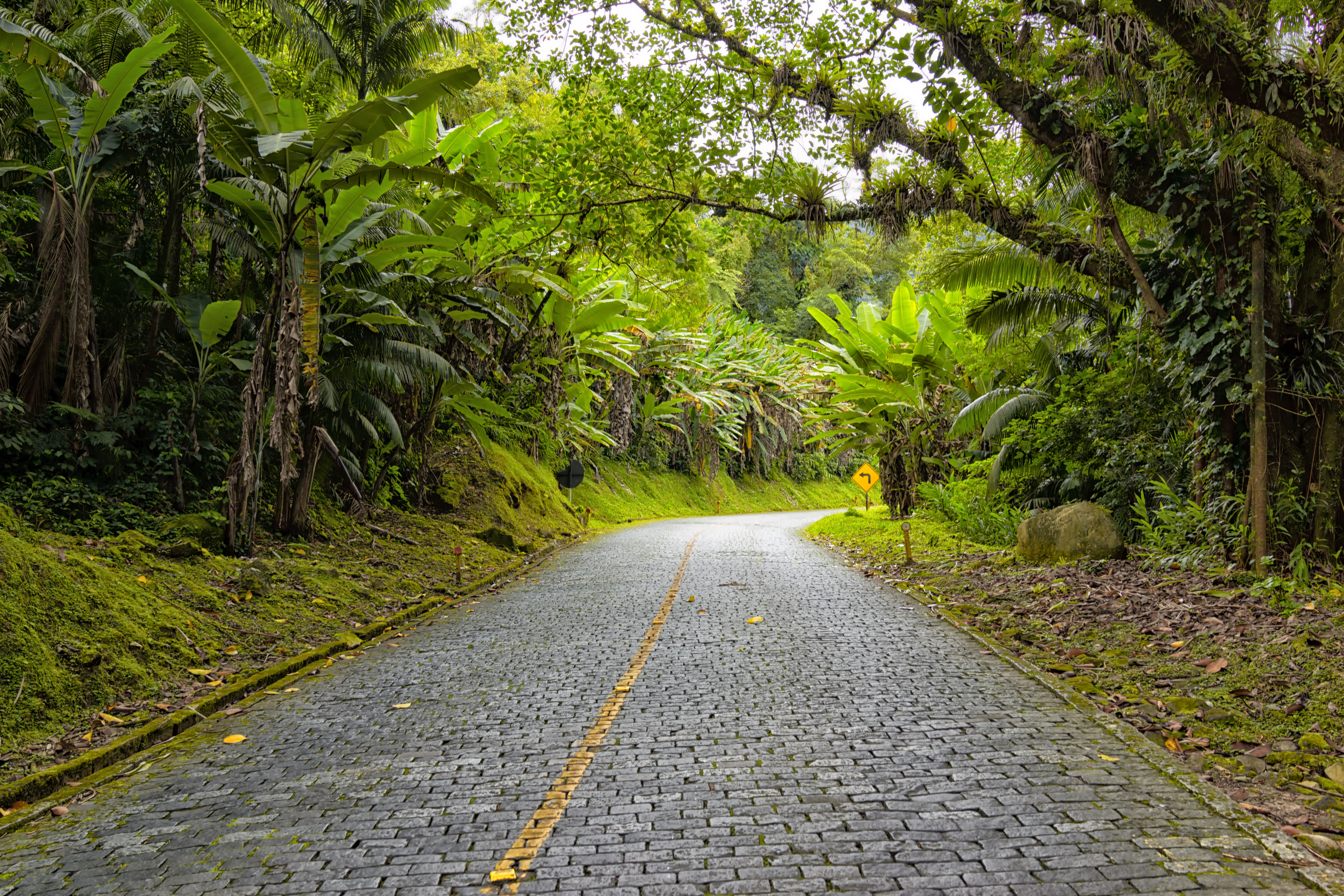
Trecho da estrada

Datam do início do século XVIII as primeiras notícias sobre a pioneira Trilha da Graciosa, que deu origem ao trajeto. Sua construção iniciou-se logo após a criação da Província do Paraná, por ordem de seu primeiro presidente, Zacarias de Góis Vasconcelos, e concluídas em 1873. 
Até a metade do século XX permaneceu como única estrada pavimentada do Estado, sendo importante rota de escoamento da produção agrícola do Paraná, notadamente café, erva-mate e madeira, ao Porto de Paranaguá e ao Porto de Antonina.
O Trecho Original da Estrada da Graciosa inicia-se na antiga rotatória, no Bairro Atuba, seguindo pelo bairro de mesmo nome em Pinhais, passando pelas cidades de Campina Grande do Sul e Quatro Barras, onde encontra a PR-410.

## Recantos
Ao longo da rodovia são mantidos sete recantos com estruturas de lazer, churrasqueiras, sanitários e mirantes, que facilitam o acesso aos visitantes. Estão localizados em Vista Lacerda, Rio Cascata, Grota Funda, Bela Vista, Curva da Ferradura, Mãe Catira e São João da Graciosa. 

## Trechos da Rodovia

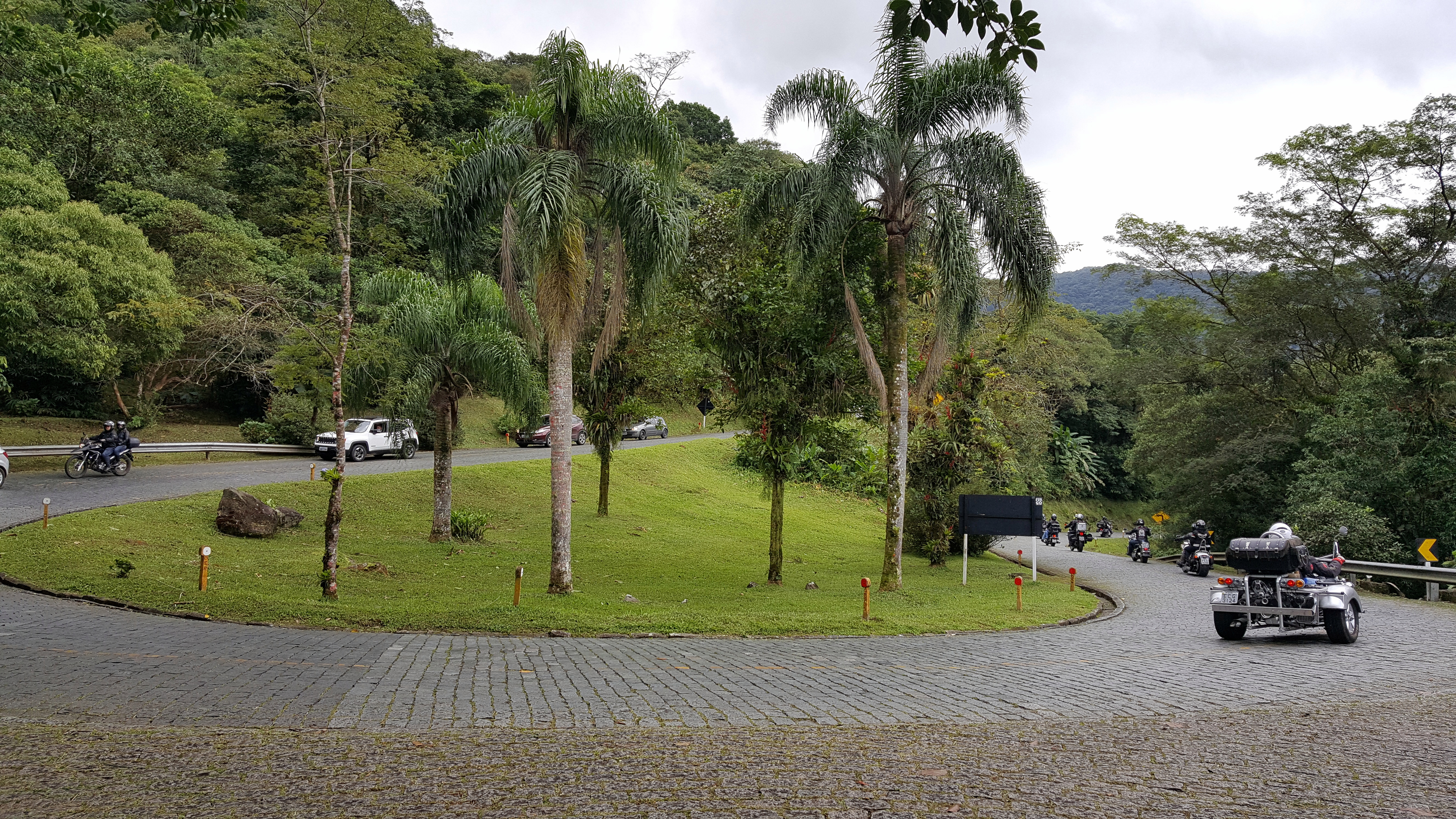
Descida da serra

Na localidade de São João da Graciosa, em Morretes, há uma bifurcação: a PR-411 conduz através da localidade de Porto de Cima até o centro de Morretes, enquanto a PR-410 segue em seu quarto trecho até um ponto distante seis quilômetros de Morretes. A PR-408 conduz a Antonina. Para quem se dirige a Morretes, a PR-411 é o trecho mais curto, a partir de São João da Graciosa, enquanto a PR-410 é o caminho mais rápido para quem deseja ir à Antonina sem passar por Morretes.
A Rodovia PR-410 possui uma extensão aproximada de trinta quilômetros, divididos em quatro trechos:
| Ponto de referência                         | Extensão do trecho | Extensão acumulada | Situação    |
| ------------------------------------------- | ------------------ | ------------------ | ----------- |
| Entroncamento BR-116 (Quatro Barras)        | ---                | 0 km               | ---         |
| Início do pavimento poliédrico              | 9,0 km             | 9,0 km             | Pavimentado |
| Fim do pavimento poliédrico                 | 7,6 km             | 16,6 km            | Pavimentado |
| Entroncamento PR-411 (São João da Graciosa) | 3 km               | 19,6 km            | Pavimentado |
| Entroncamento PR-408                        | 10,4 km            | 30,0 km            | Pavimentado |

Extensão pavimentada: 30,0 km (100,00%)

## Municípios atravessados pela rodovia
- Quatro Barras
- Campina Grande do Sul
- Morretes

## Galeria de imagens

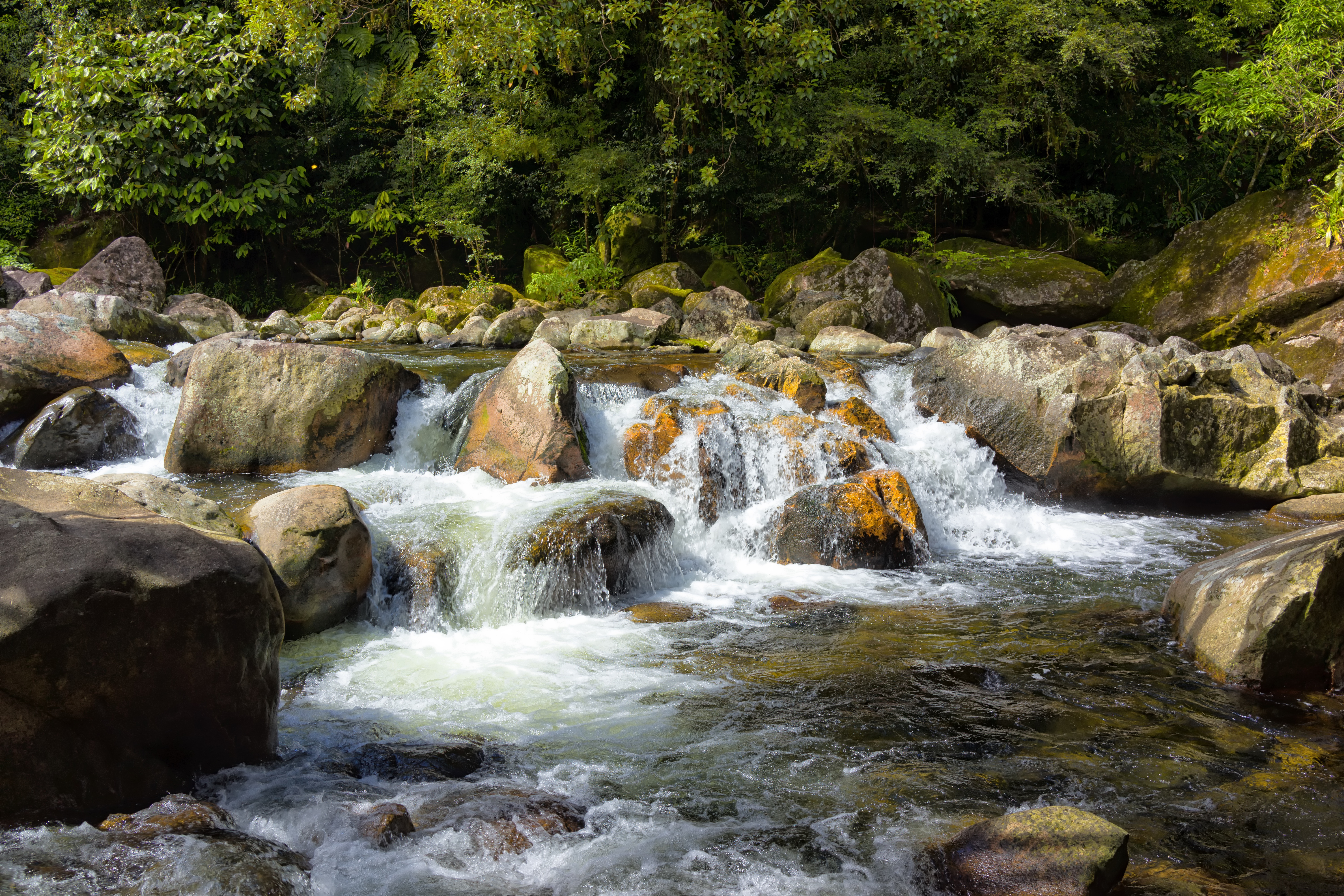
Rios que cortam o caminho
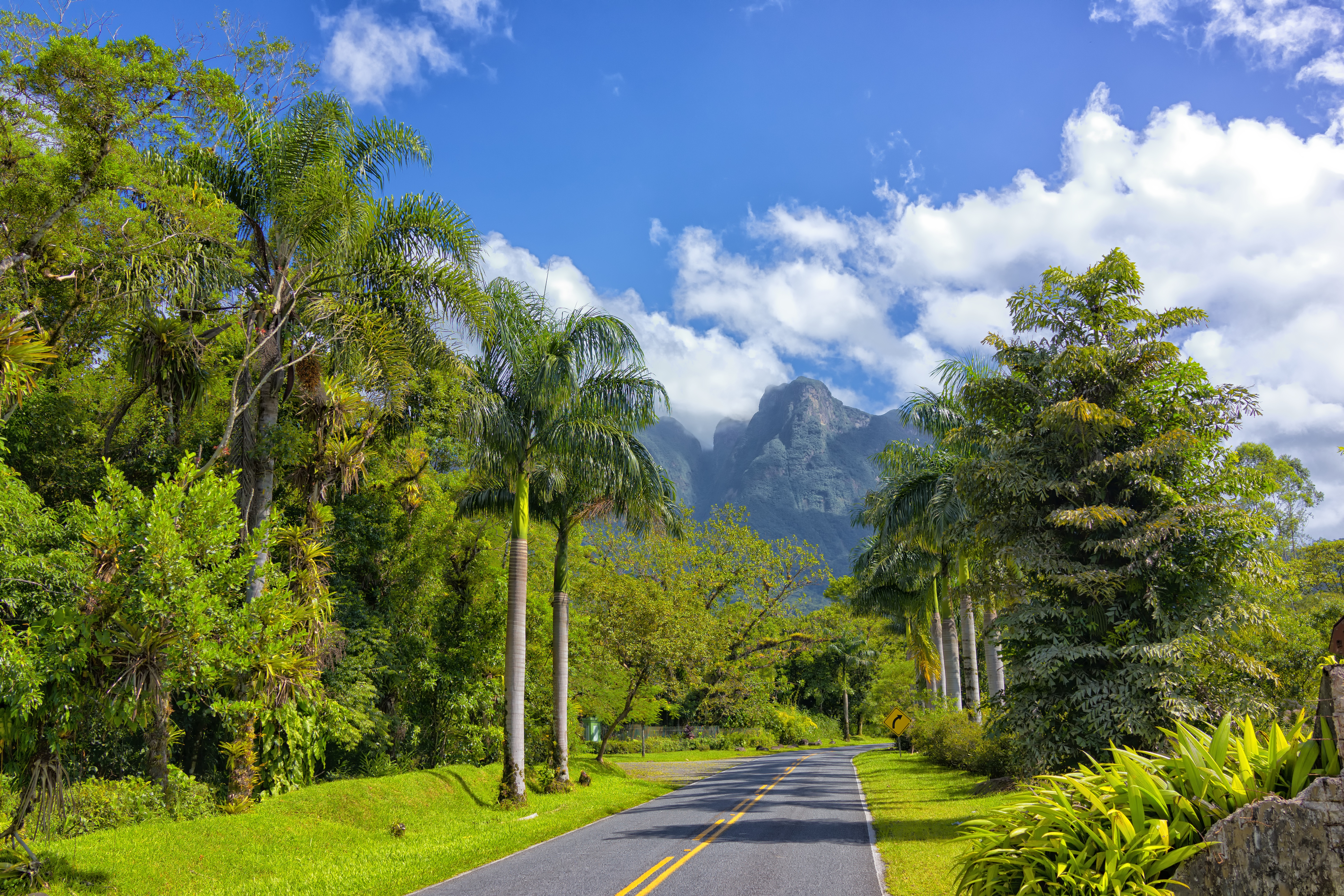
Parte asfaltada
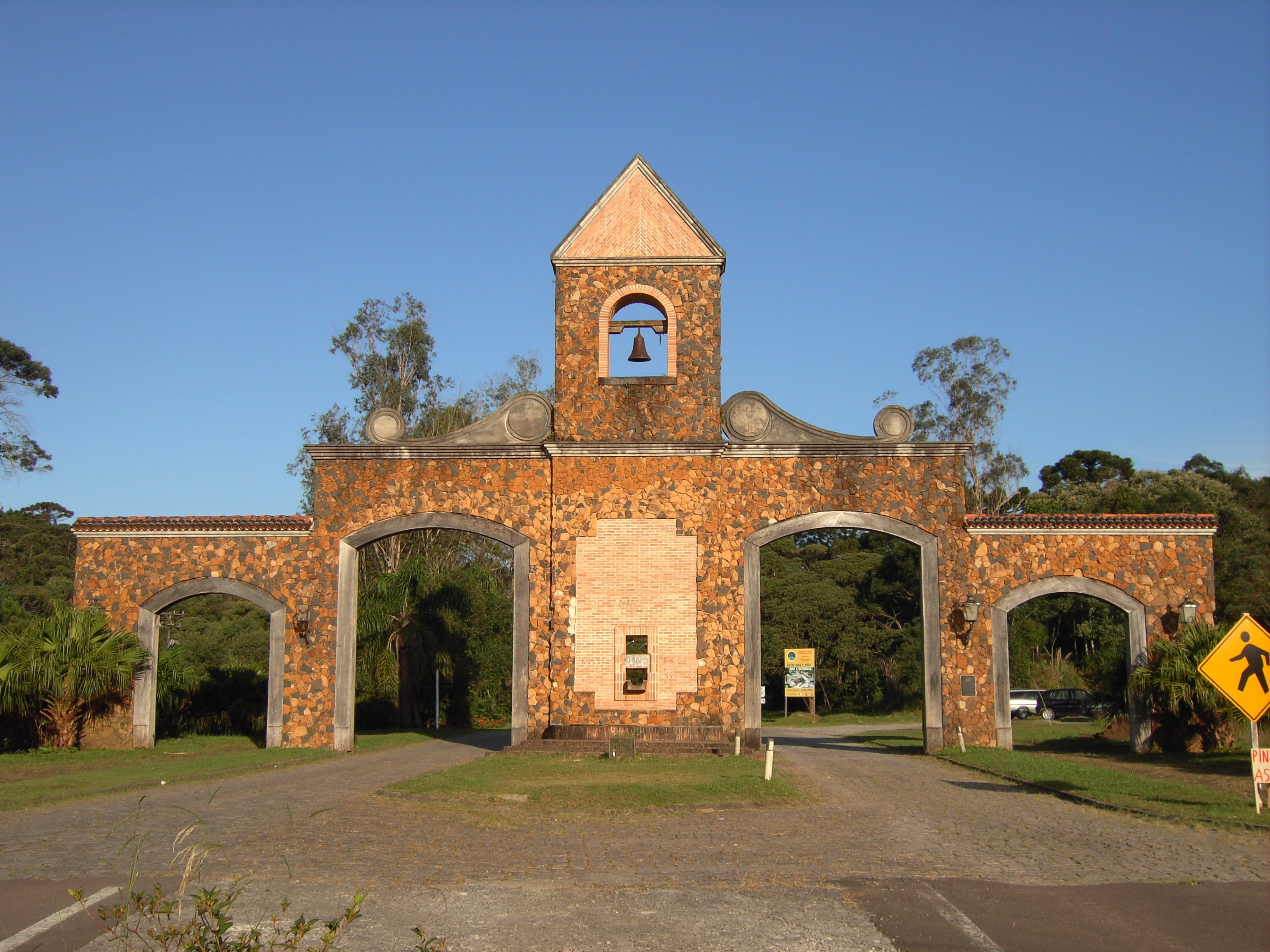
Pórtico de entrada
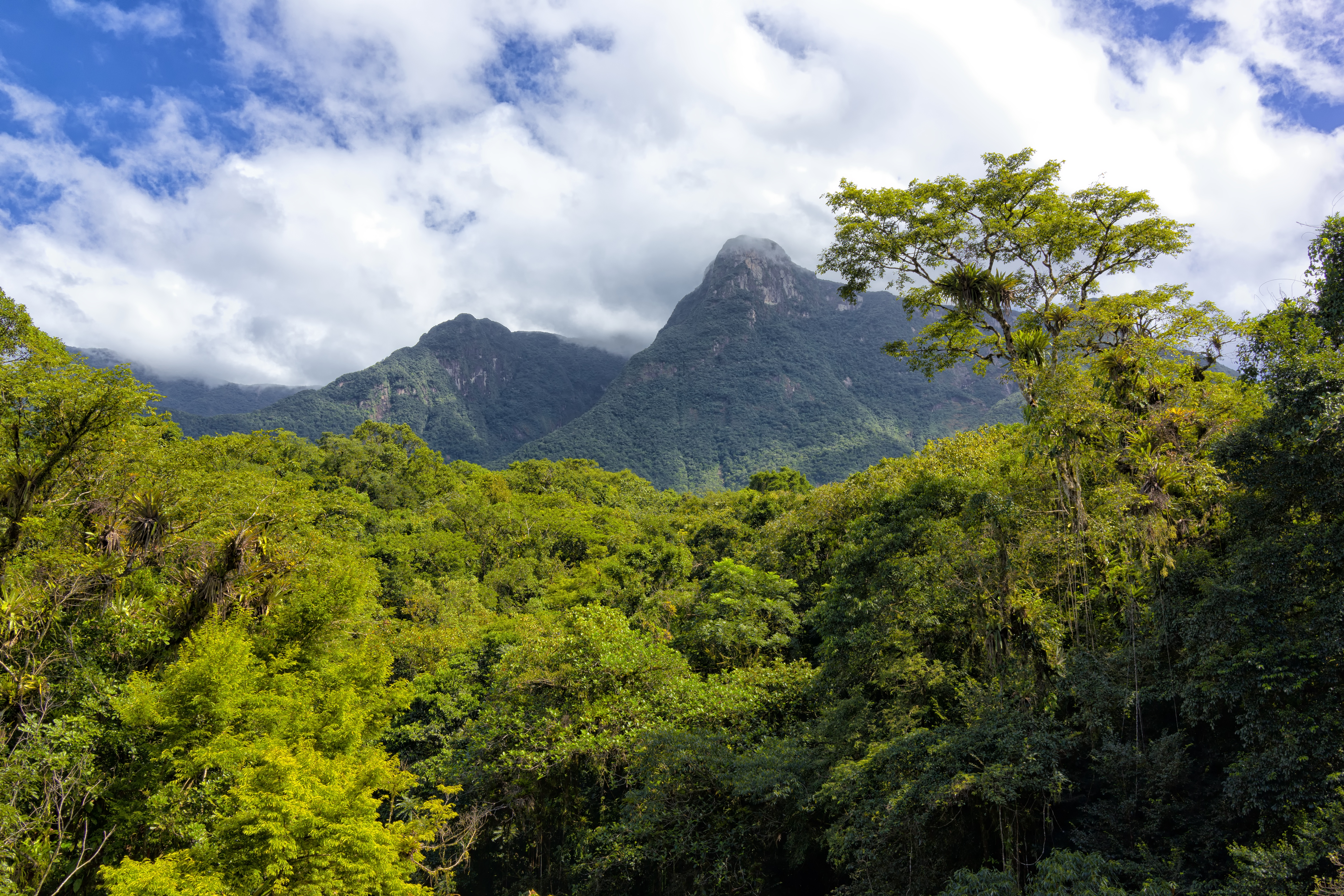
Vista da Serra da Graciosa
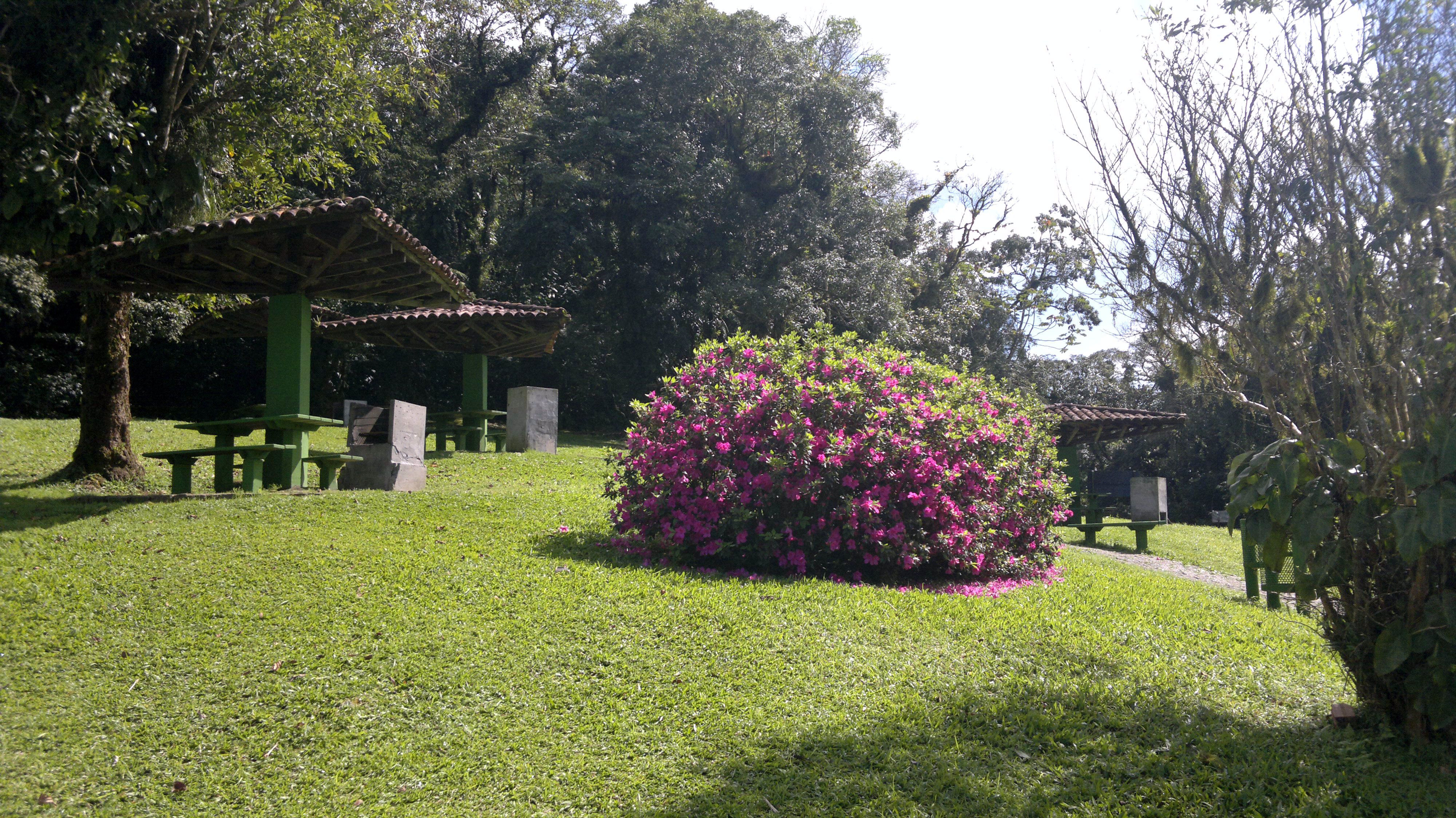
Recanto
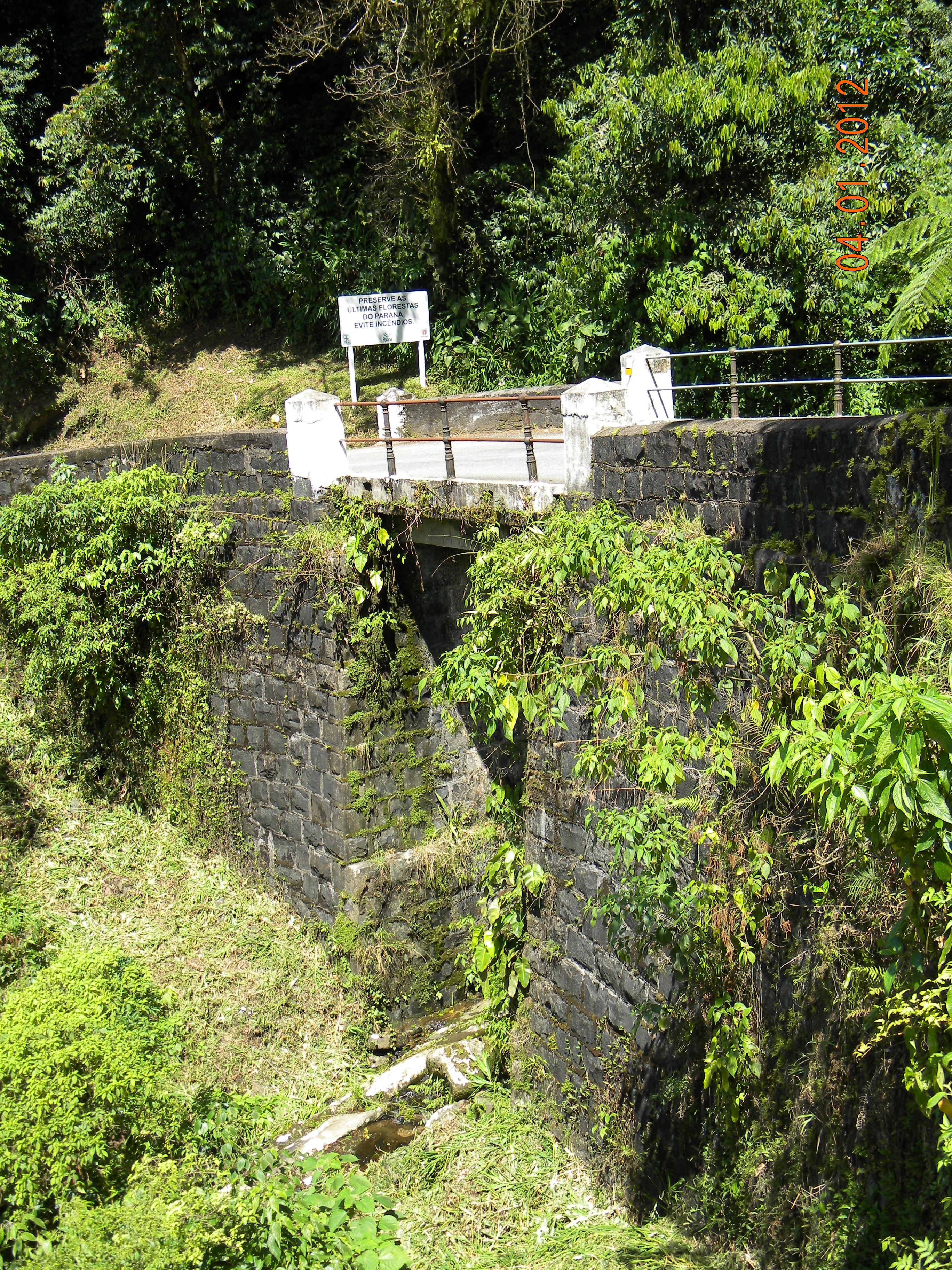
Ponte
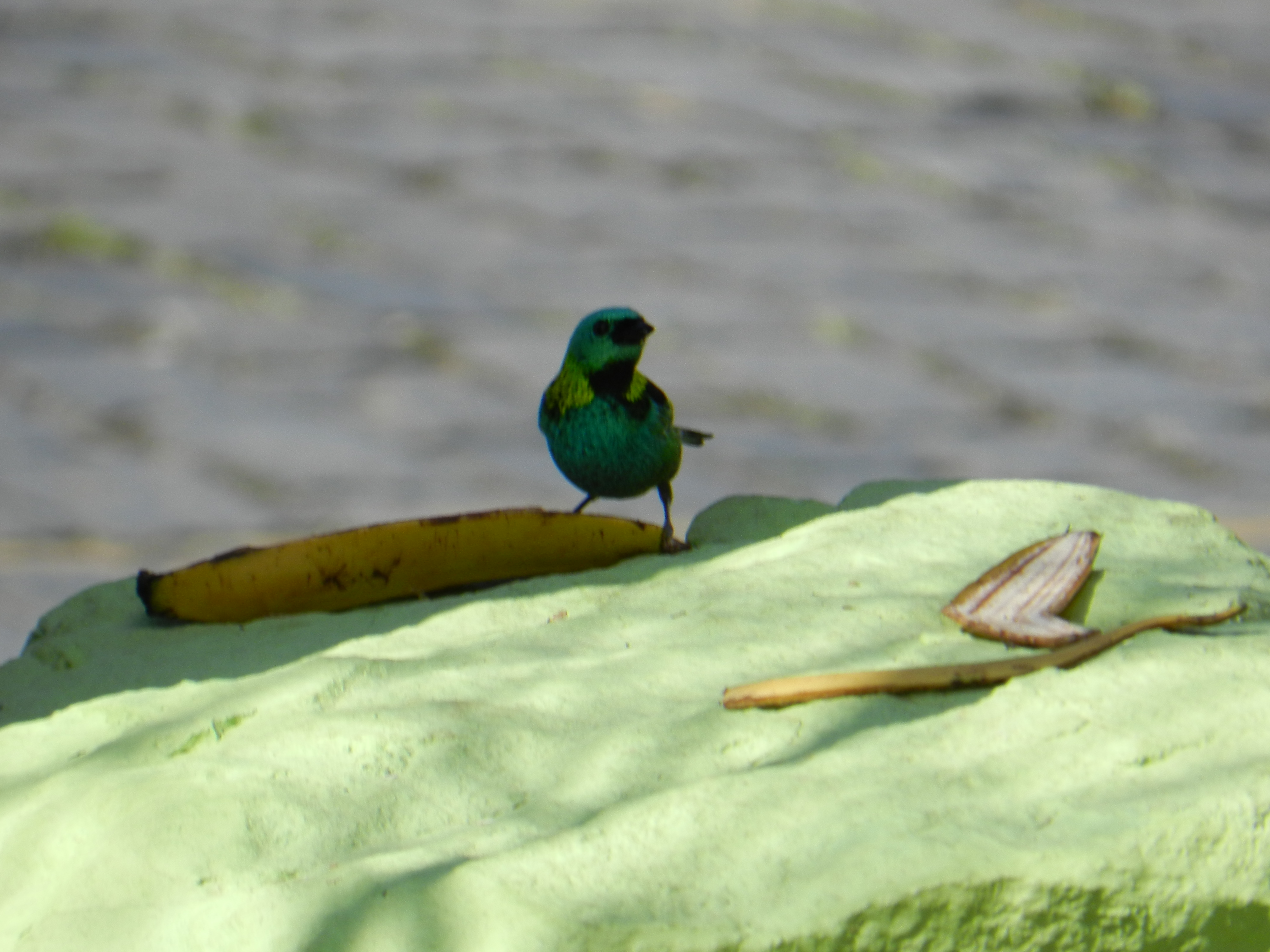
Natureza na serra
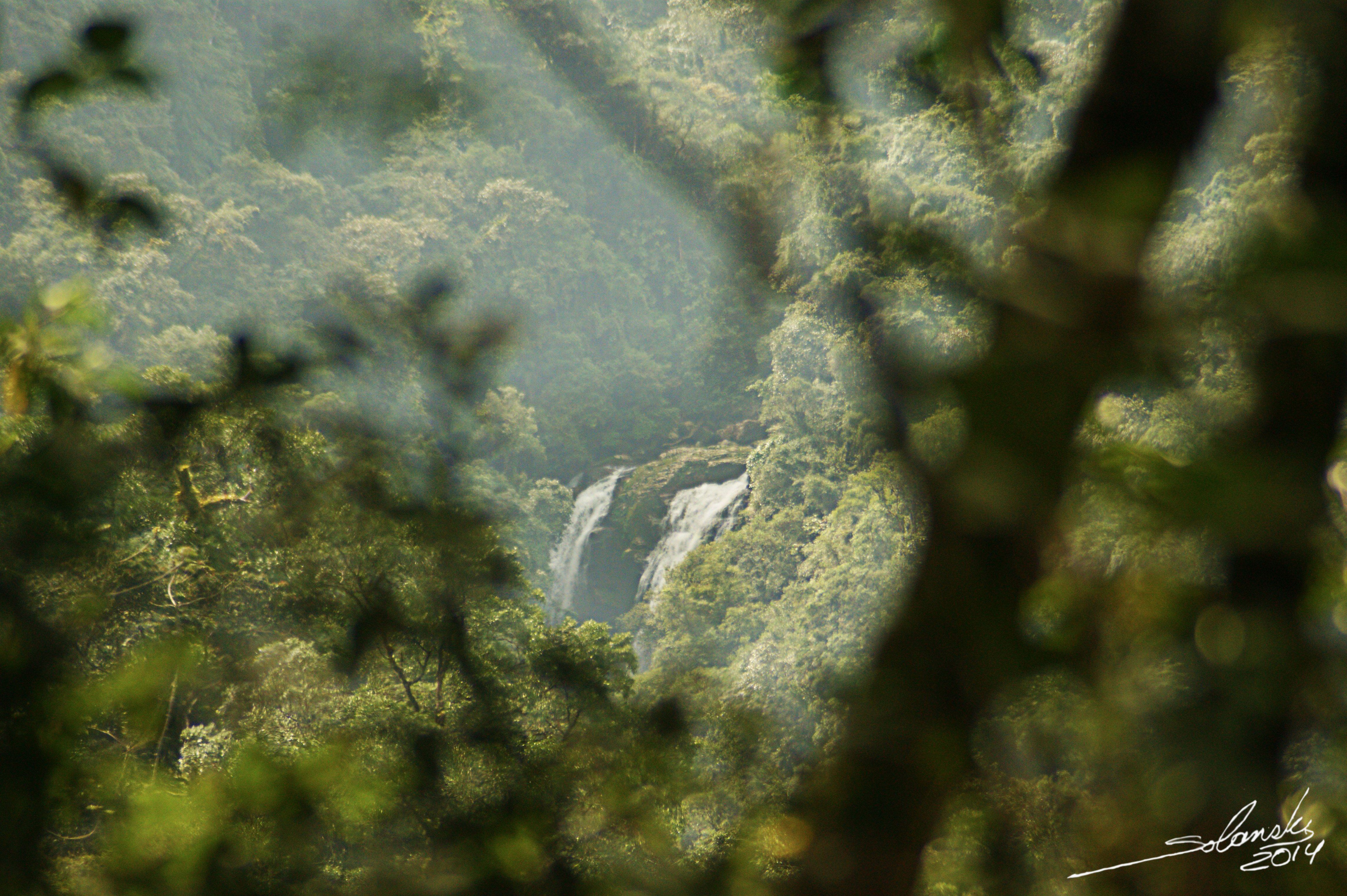
Cachoeira
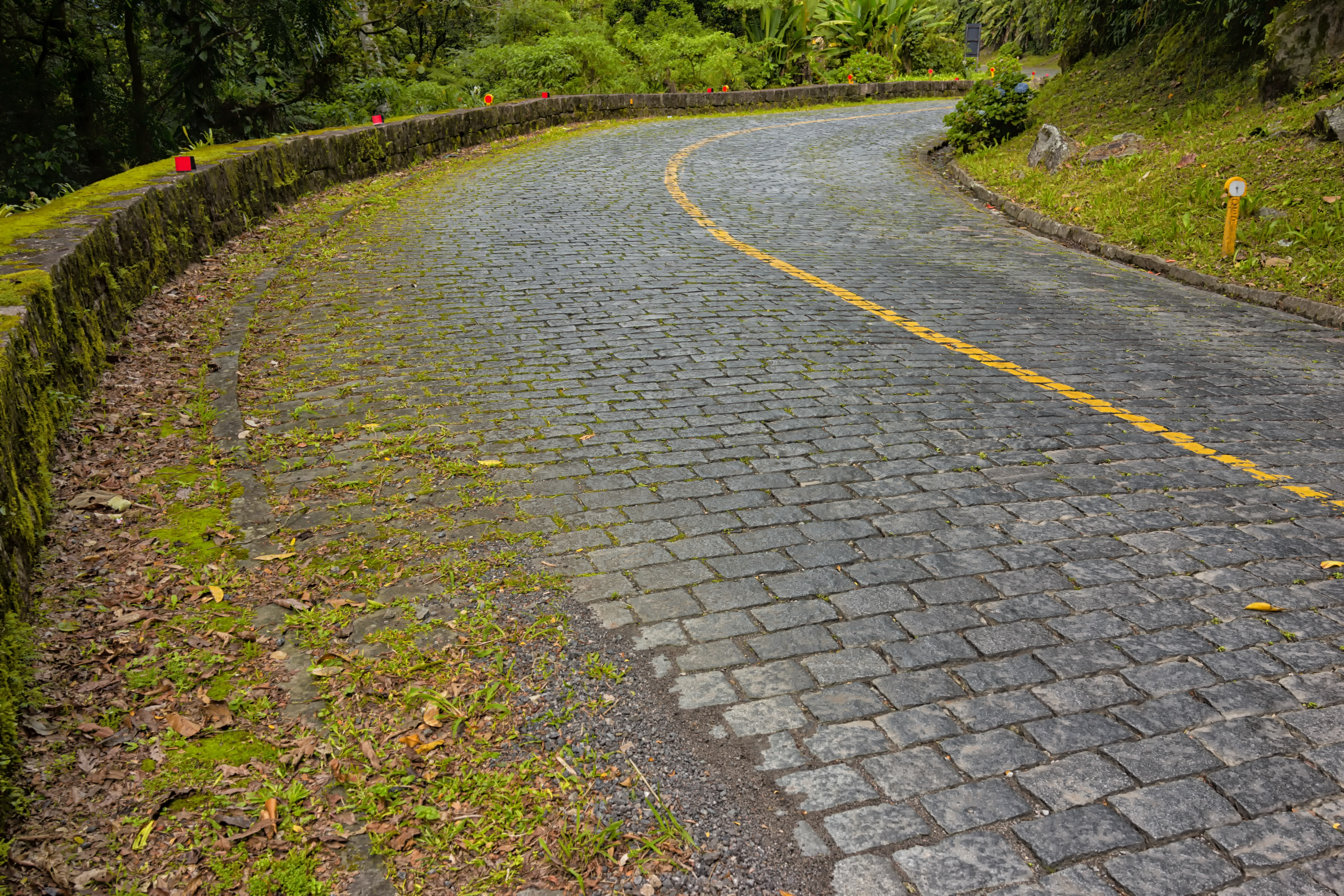
Calçamento original
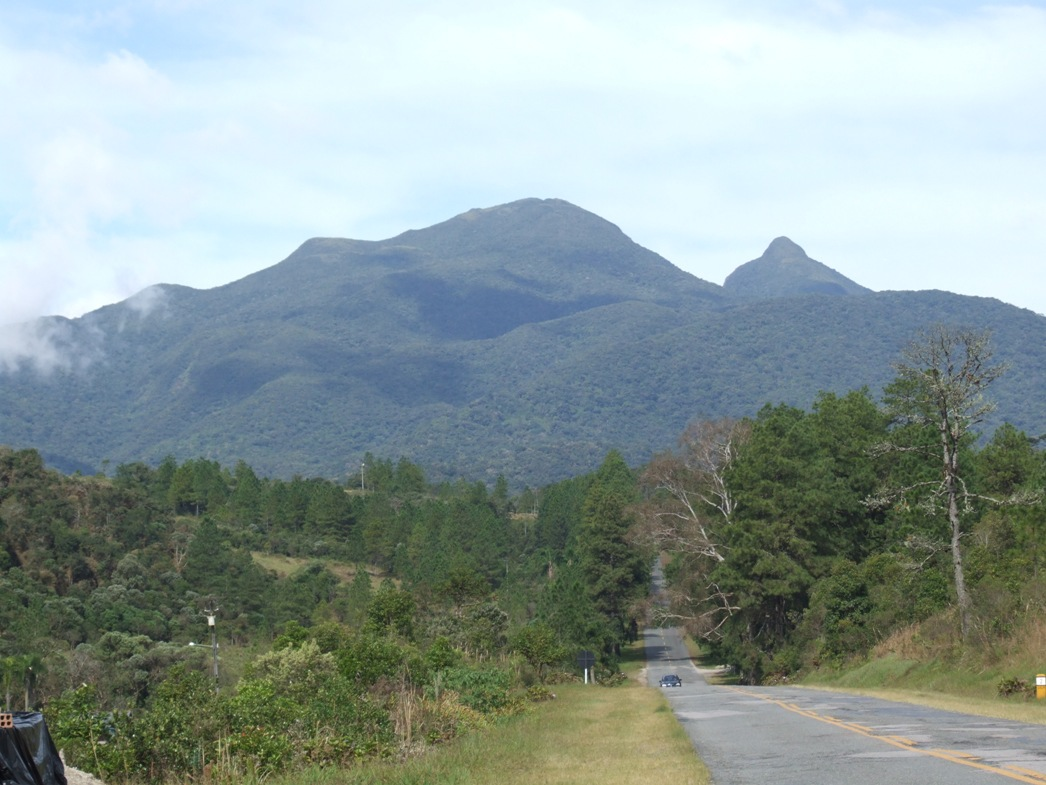
Vista da serra
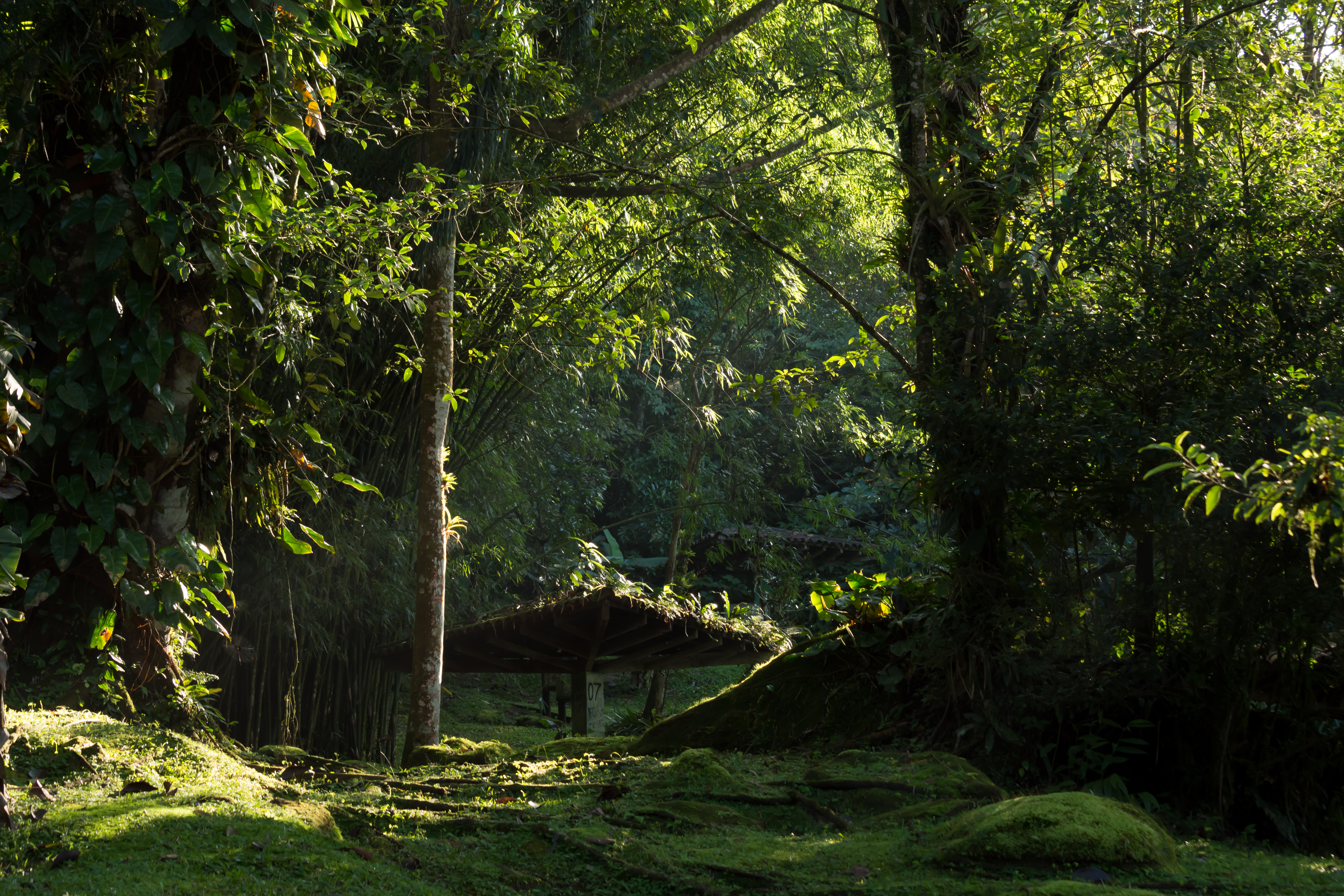
Recanto com quiosques
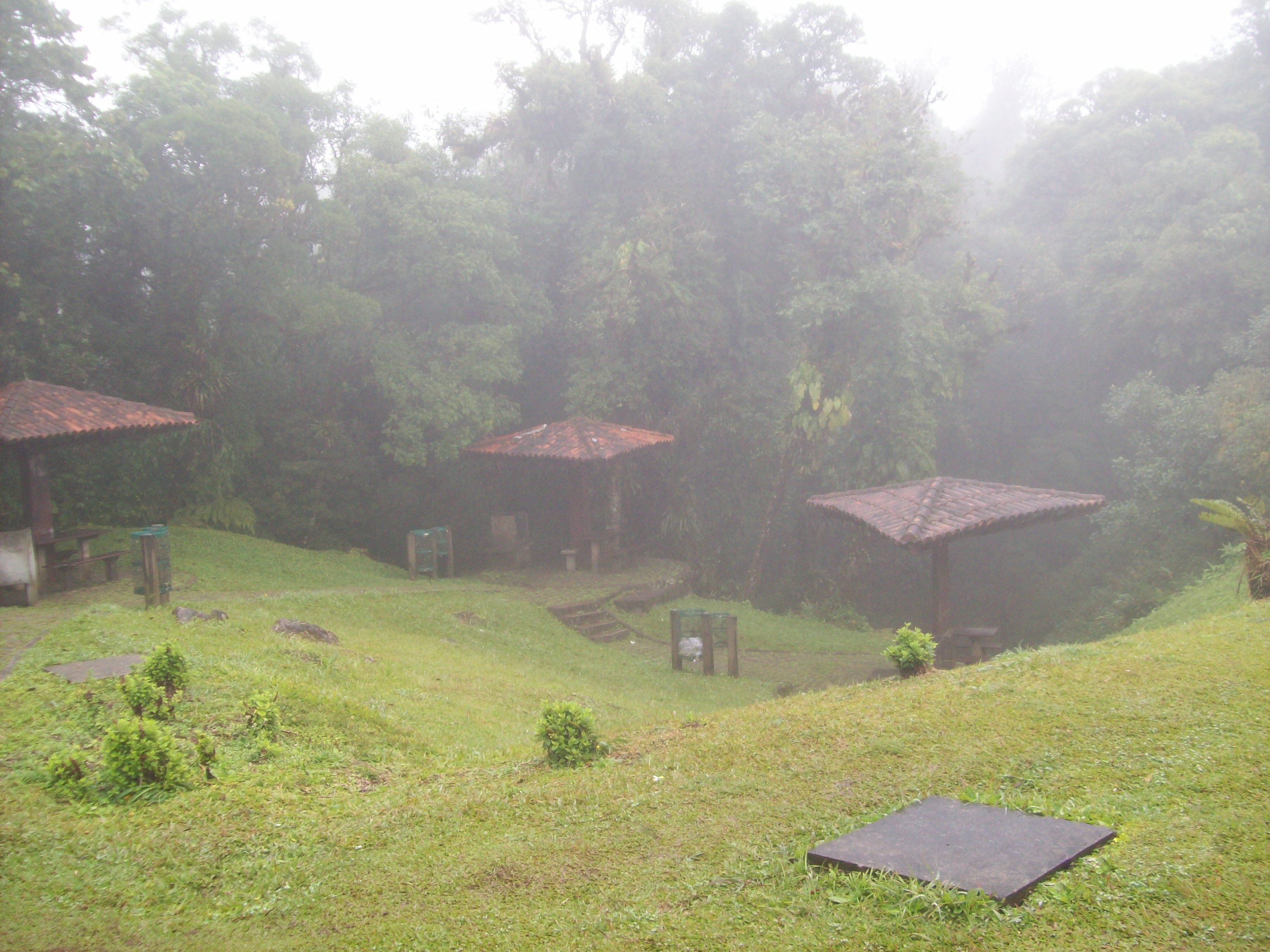
Recanto
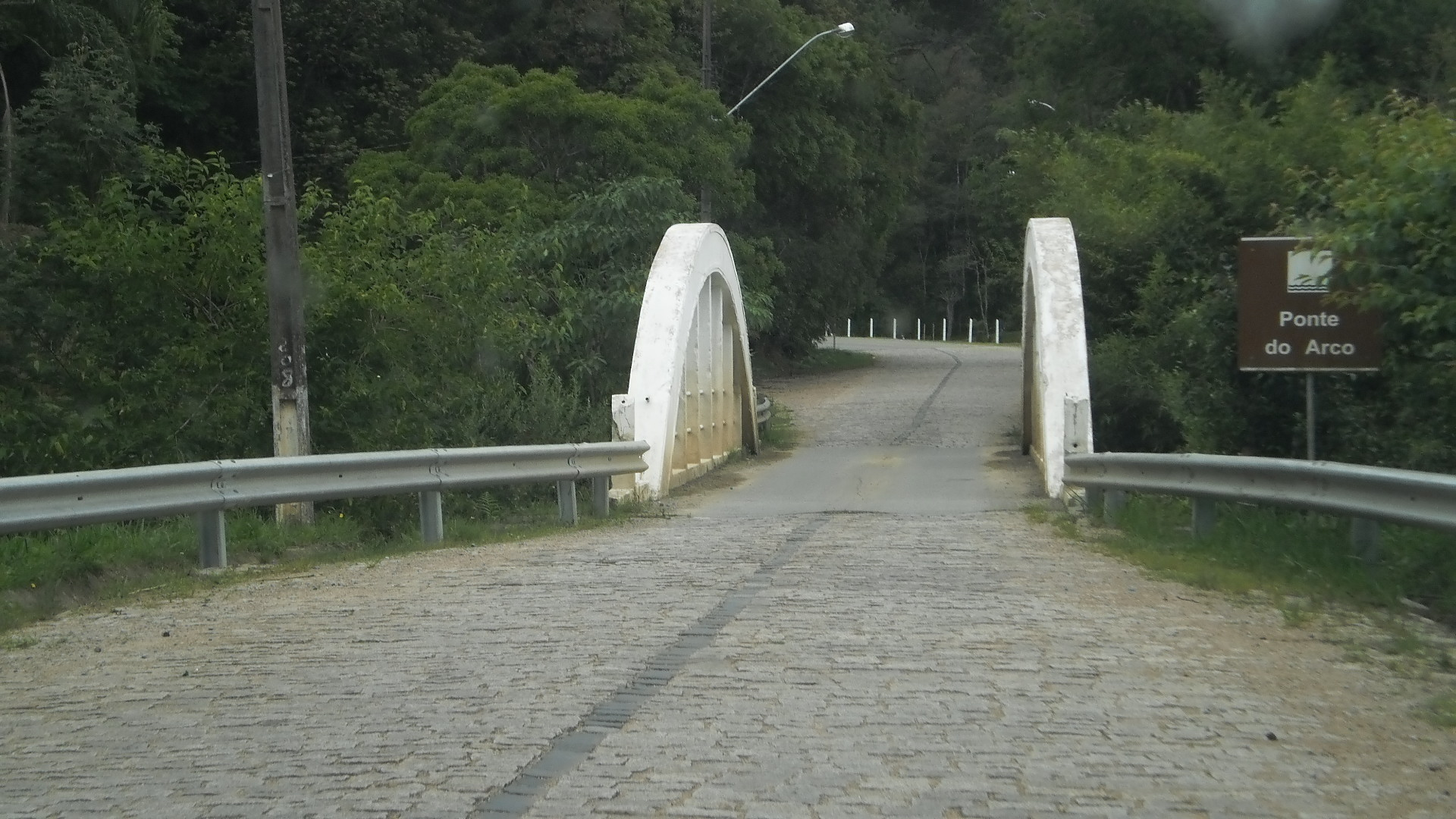
Ponte antiga
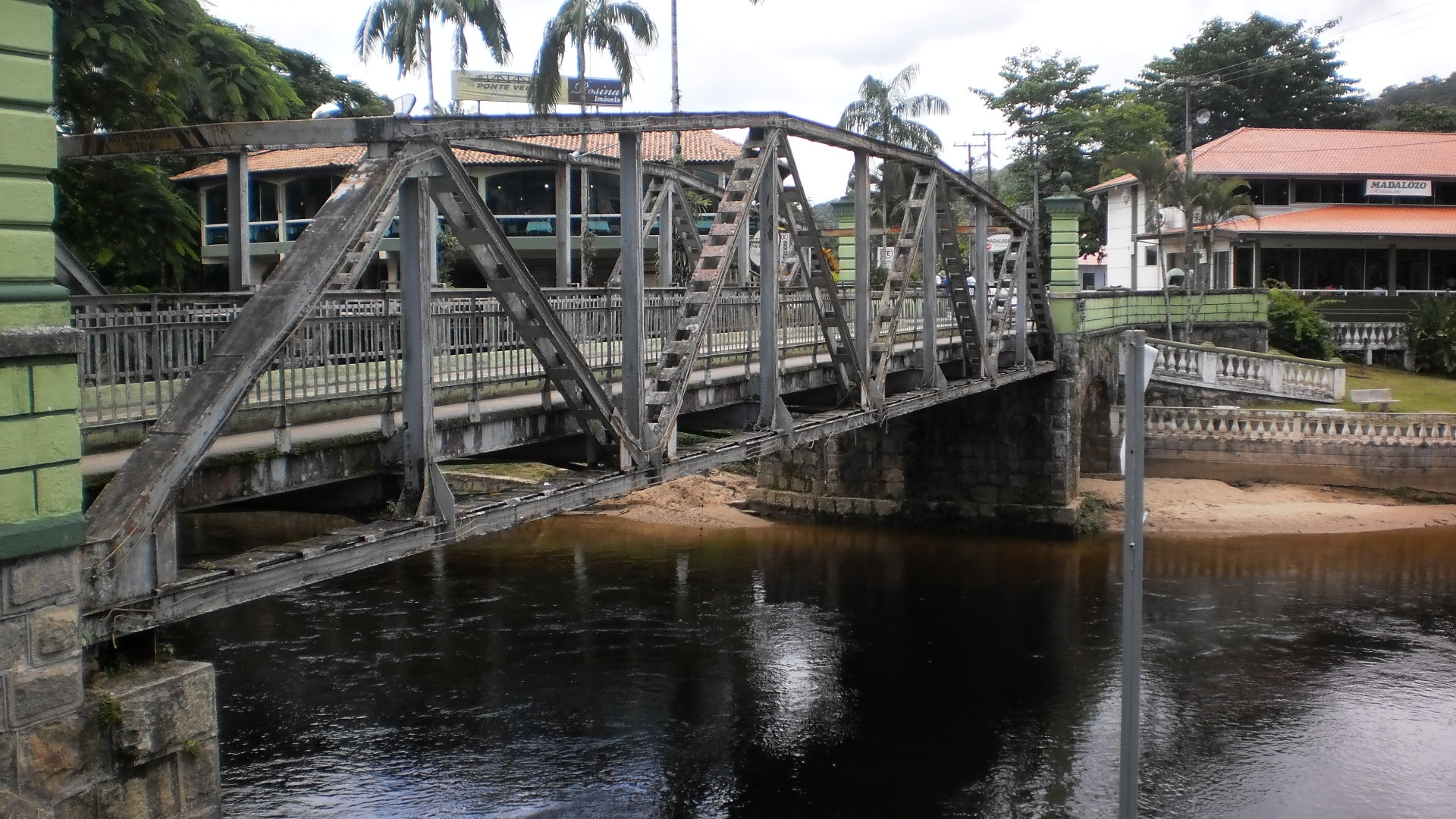
Ponte metálica em Morretes
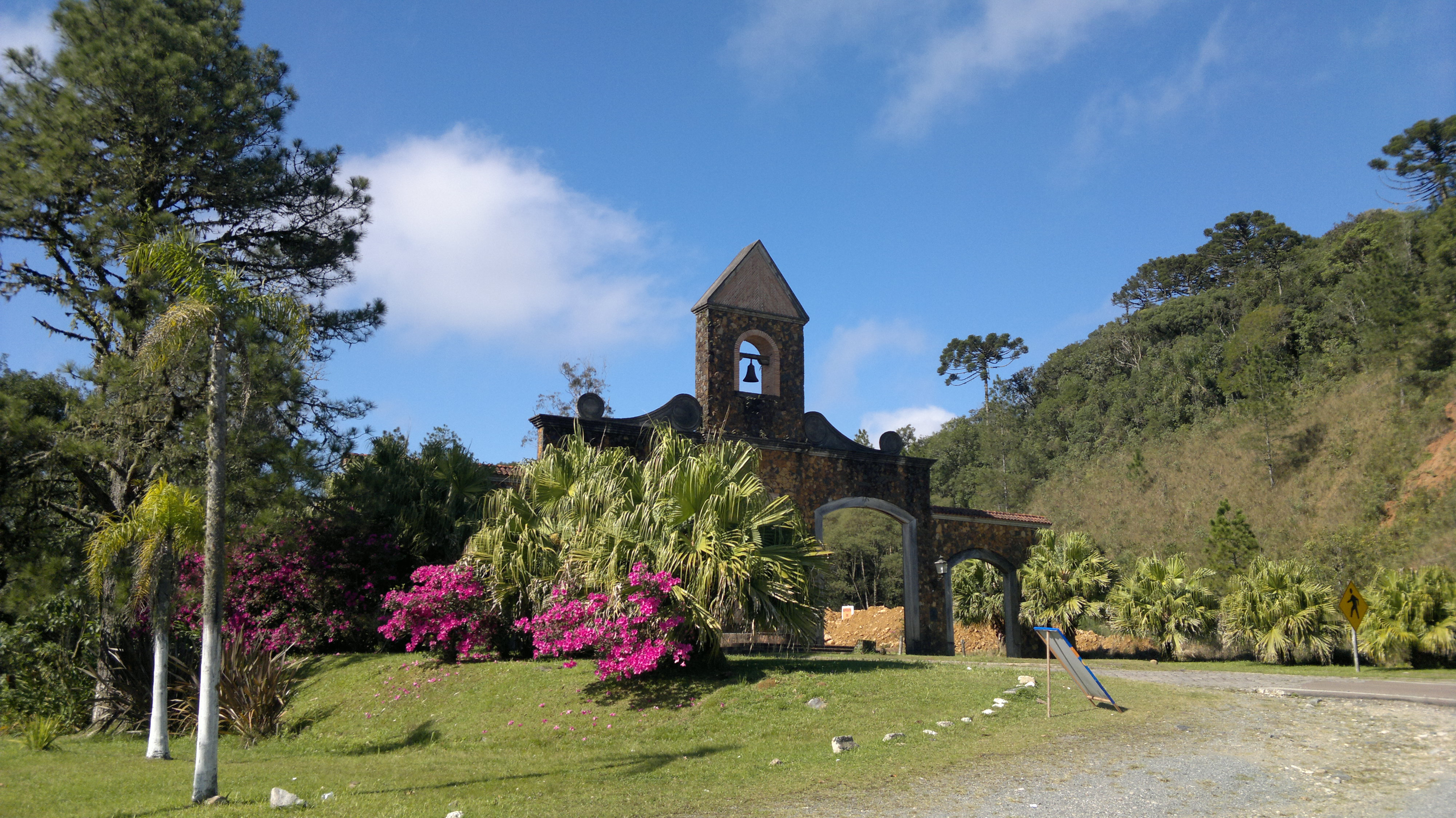
Pórtico